# Duge noći i crne zastave
Duge noći i crne zastave je istorijski roman Dejana Stojiljkovića, izdat u ediciji Meridijan IP Laguna 2012. godine.

## Sinopsis
Proleće 1386. godine. Granice Srbije potresaju upadi osmanlijskih pljačkaških hordi. U jednom takvom prepadu, brzi osmanlijski konjanici uspevaju da iz pograničnog manastira ukradu kivot čija je sadržina poznata samo srpskom knezu Lazaru Hrebeljanoviću. Lazar odlučuje da pošalje poteru i za taj zadatak bira dvojicu pripadnika viteškog Reda Zmaja – svog kuma, topličkog vojvodu Milana, i njegovog pobratima, čuvenog mačevaoca Ivana Kosančića. Njima se pridružuje i mladi, svojeglavi vitez Miloš Obilić, koji je zaprosio ruku najmlađe Lazareve kćeri.
Trojka kreće u potragu prateći krvavi trag pljačkaša – od Lazareve prestonice Kruševca do Prilepa gde ih čeka stari prijatelj, kraljević Marko Mrnjavčević. U Prilepu nalaze trgovca starinama za koga se priča da je u dosluhu sa demonima. U isto vreme, silna osmanlijska vojska čeka utaborena kod Serdike, a kada glasovi predaka šapnu na uvo emiru Muratu da je kucnuo čas, on se odlučuje na pokret. Prvo na udaru je pogranično utvrđenje Pirot, čiji je kapetan Lazar Musić, knežev rođak, rešen pre da umre nego da Osmanlijama preda tvrđavu.
Na samoj granici hrišćanstva, na bedemima ispred kojih se vijore crne zastave i ratni bubnjevi odjekuju u dugim noćima, bitka za kapije Evrope može da počne.

## Likovi
Knez Lazar - Sin Pribca Hrebeljanovića, velikog sluge na dvoru Dušana Silnog. Rodio se u Prilepcu kod Novog Brda i još u ranoj mladosti postao dvorski službenik, prvo na Dušanovom a potom i na Uroševom dvoru. U Uroševoj službi je ostao do 1365. godine, kada je Uroš za savladara dobio Vukašina Mrnjavčevića. Od te godine, Lazar se javlja kao jedan od petnaestorice velikaša koji su se osamostalili na teritoriji nekadašnjeg Dušanovog carstva, prema zapisima iz tog doba, imao je oblast u okolini Rudnika. Od tada nosi titulu kneza, ona je glasila: „Stefan Lazar, knez i samodržavni gospodin Srba i Podunavlja i Primorja.“ Bio je oženjen Milicom, kćerkom kneza Vratka, koja je bila od nemanjićke loze, po Vukanu, sinu Stefana Nemanje. Učestvovao je u građanskom ratu koji je podelio srpsko carstvo nakon smrti Dušana Silnog i iz njega, nakon rasapa velikog župana Nikole Altomanovića, izašao kao najmoćniji velikaš. Za prestono mesto je izabrao Kruševac gde je sagradio jako utvrđenje. Odrekao se prava na srpski presto u korist Tvrtka I, iako je na njega imao pravo zahvaljujući krvnim vezama svoje supruge Milice sa lozom Nemanjića. Država kneza Lazara prostirala se između tokova Save i Dunava na severu, Timoka na istoku, Drine na zapadu i Biničke reke na jugu. Zaslužan je za skidanje anateme koju je na srpsku Crkvu bacila Carigradska patrijaršija, kao i za konačno izmirenje dveju crkava. Uopšte uzev, knez Lazar je imao najveću podršku od srpske Crkve od svih velikaša toga vremena, toliko da ga je sama Crkva smatrala nosiocem kontinuiteta vlasti potekle od Nemanjića i nezvaničnim naslednikom carske krune. Otud je u narodnoj epici i predanju Lazar češće pominjan kao car nego kao knez. Među prvima je uvideo opasnost od najezde Osmanlija i porazio ih je u dva navrata, prvo na Dubravici kod Paraćina a zatim na Pločniku. Treći sudar sa njima na Vidovdan 1389. godine pokazao se kao koban po njega. Poginuo je u samoj bici, prema jednoj verziji, prema drugoj – zarobljen i pogubljen po Bajazitovom naređenju. Ta njegova mučenička smrt uvela ga je ne samo u red svetaca već i među omiljene srpske istorijske ličnosti.
Murat I - Mlađi sin Orhana Gazija koji je na tron došao nakon pogibije svog starijeg brata Sulejmana. Nosio je nadimak Hudavedigar što znači Pravedni. Murat je značajan po tome što je bio prvi osmanski vladar koji je sa svojom vojskom zakoračio na tlo Evrope ili Rumelije, kako su Osmanlije nazivali Evropu (Rumelija znači doslovce zemlja Rimljana). Bio je veoma uspešan vojskovođa i za kratko vreme je osvojio znatne teritorije. Nakon što su pred njegovom vojskom pale tvrđave Nebet, Čorlu, Mezeli i Burgas osvojio je i Didimotihon, rezidenciju Jovana Kantakuzina. Jedrene, koje će postati njegova evropska prestonica Murat uzima 1361. (prema nekim hroničarima 1369. godine). U prvoj polovini 1371. Murat prelazi u Malu Aziju što koriste srpski velikaši – despot Uglješa Mrnjavčević i njegov brat kralj Vukašin Mrnjavčević. Ta velika srpska vojska (prema nekim procenama bilo je oko 70.000 ratnika) doživljava strašan poraz 26. septembra 1371. kod Černomena na reci Marici. Nakon toga su Makedonija i hrišćanske zemlje iza nje bile potpuno otvorene za dalja Muratova osvajanja. Posle pada zapadne Bugarske Romejsko carstvo (Vizantija) postaje njegov vazal. U proleće 1386. emir Murat kreće u pohod na Srbiju koji će se pokazati kobnim po njega. Pohod je u početku imao uspeha i usledila su osvajanja Pirota i Niša, posle kojih velika turska vojska predvođena Muratom ulazi u uski džep u slivu reke Toplice blizu mesta zvanog Pločnik. Tamo doživljavaju katastrofalan poraz koji im nanose srpski knez Lazar i njegovi vazali. Prema nekim izvorima iz tog doba, poraz je bio tako veliki da su Turci u toj bici izgubili dve trećine vojske a sam sultan se spasao begom u zadnji čas. Ovo je znatno usporilo osmanlijsku ekspanziju na zapad, ali Murat odlučuje da ponovo krene na Srbiju tri godine kasnije. U boju na Kosovu 1389. godine gine zajedno sa svojim sinom Jakubom Čelebijom, nakon čega ga na prestolu nasleđuje sin Bajazit. Za Murata se pogrešno veruje da je osnovao korpus janjičara, takođe, zanimljiva činjenica je da je bio nepismen, potpisivao se na dokumenta tako što bi umočio dlan u mastilo i ostavio otisak na hartiji. Nije voleo učene ljude i mnoge od njih je proterao iz carstva. Bio je prekaljeni ratnik, odličan strateg, strog ali pravedan vladar, predan veri i širenju carstva. Sahranjen je u Brusi gde počivaju i njegov otac i deda.
Ivan Kosančić - Kosanički vojvoda Ivan, sin Ognjena Kosančića, viteza iz pratnje Dušana Silnog. Kosančić je bio najbolji mačevalac u srpskoj vojsci, poznat i po osobenom načinu borbe sa dva mača – dugim i kratkim. Bio je poznat i kao Zmaj od Radana, što se dovodi u vezu sa njegovom pripadnošću viteškom Redu Zmaja ili Redu Svetog Đorđa. U narodu se zbog njegovih sposobnosti verovalo da je od vilinskog roda, da je neranjiv i da govori nemušt jezik. Kosančić je bio izuzetno obrazovan, govorio je tečno nekoliko jezika, od svih srpskih vitezova on je najbolje poznavao Osmanlije, njihove običaje, zakone, vojnu taktiku... Kosančiću se pripisuju epiteti slični onima koje je imao Sveti Đorđe i ostali sveti ratnici. Takođe, prisutne su i analogije sa starim slovenskim paganskim božanstvima. Kosančić je bio jedan od dvanaestorice vitezova koji su predvodili napad na turskog sultana u Kosovskoj bici.
Miloš Obilić - Mladi i svojeglavi braničevski vojvoda koji nije bio plemenitog porekla ali je plemićko dostojanstvo stekao svojom hrabrošću i požrtvovanjem na bojnom polju. Prema predanju, Obilić je bio verenik Olivere Hrebeljanović i njihovo venčanje se nije desilo zbog tragedije na Kosovu. Učestvovao je u opsadi Pirota i Niša. Prema nekim navodima, njegova je bila ideja da se Muratova vojska uvuče u uski džep kraj korita Toplice i da se primeni taktika slična onoj koju su koristili Germani protiv rimskih legija u Teutoburškoj šumi. U samom boju, koji je bio najveći osmanlijski poraz u njihovoj dotadašnjoj istoriji, Miloš je bio teško ranjen. Postoji predanje da je Miloš bio u zavadi sa Vukom Brankovićem i da je njihovo rivalstvo imalo kobne posledice po srpsku vojsku u Kosovskoj bici. Jedna verzija kosovske legende kaže da je Miloš ubio Murata na prevaru, glumeći predaju, druga, koja je verovatnija, govori o odvažnom proboju grupe vitezova u centar osmanlijske vojske gde su ovi predvođeni Obilićem uspeli da dođu do samog sultana i ubiju ga. Jedna lepa legenda iz Toplice kaže da je Miloš preživeo Kosovsku bitku i da je teško ranjen umro sledećeg dana u naručju svoje verenice Olivere.
Milan Toplica - Toplički vojvoda i jedan od Lazarevih „gospodara granice“. Bio je pobratim Ivana Kosančića i knežev kum. Poznat i kao Zmaj od Toplice, Milan je važio za jednog od najboljih strelaca svoga vremena. On i Ivan Kosančić bili su pobratimi. Narodna epika ga pamti kao visokog čoveka i Ivanovog saputnika prilikom uhođenja Turaka pre Kosovske bitke. Prema jednog drugom predanju, Milan je ušao zajedno sa Obilićem u Muratov šator kao prevodilac i zajedno sa njim poginuo. Legenda takođe kaže da je neimenovana Kosovka devojka bila Milanova verenica.
Vuk Branković - Zet kneza Lazara, gospodar Prištine, Vučitrna i Trepče, sin sevastokratora Branka Mladenovića, koji je vladao u Ohridu i bio u službi Uroša Nejakog. Bio je značajan oblasni gospodar i po snazi i moći gotovo izjednačen sa Lazarom. Učestvovao je s njim u Kosovskom boju 1389. gde mu je pripisana navodna izdaja, što, naravno, nije utemeljeno, kao i njegova zavada sa Milošem Obilićem. Nakon Kosovske bitke dugo se odupirao Turcima, ali ga je Bajazit konačno prognao sa njegovog poseda negde oko 1396. godine. Izvori nepouzdano govore o vremenu i mestu njegove smrti, prema nekima umro je u turskom ropstvu, prema drugima je umro na Svetoj Gori gde mu se zamonašio brat.
Olivera Lazarević - Najmlađa kći kneza Lazara i kneginje Milice, rođena oko 1373. u Kruševcu (tačna godina njenog rođena nije nikad konačno utvrđena, u romanu „Duge noći i crne zastave“ ima sedamnaest godina), bila je po majci od loze Nemanjića (čukununuka Vukana Nemanjića). Prema narodnom predanju, Olivera je bila verena za Miloša Obilića ali je njihovu vezu prekinula Miloševa pogibija na Kosovu. Krasila ju je izuzetna fizička lepota a bila je veoma inteligentna i obrazovana u vizantijskom duhu. Nakon Kosovske bitke, Olivera je 1390. godine u sklopu vazalskih obaveza data u Bajazitov harem. Legenda kaže da je narod njen put od rodnog Kruševca do turske evropske prestonice Jedrena posuo ružama.
Kneginja Milica - Supruga kneza Lazara, poreklom iz porodice Nemanjića. Po narodnom predanju njen otac bio je Jug Bogdan, dok istorija u njemu prepoznaje kneza Vratka, praunuka Nemanjinog sina Vukana. Sa Lazarem je imala sedmoro dece. Kad joj je knez poginuo na Kosovu, Milica je upravljala državom, umesto svog maloletnog sina Stefana. Kada je ovaj postao punoletan, zamonašila se u manastiru Ljubostinja i uzela ime Evgenija. Bila je veoma obrazovana, bavila se i književnošću, poznata su njena dela „Molitva matere“ i „Udovstvu mojemu ženik“. Smatra se da su književni dar od nje nasledili ćerka Jelena Balšić i sin despot Stefan. Takođe je bila i vešt diplomata.
Stefan Musić - Sin čelnika Muse i Draginje, sestre kneza Lazara, zajedno sa bratom Lazarom je držao oblast na Labu i u okolini Podujeva. U vreme prvog tursko-srpskog rata (1386–1389) knez mu je dodelio na upravu vojnu tvrđavu u Pirotu čiji je kapetan bio do samog njenog osvajanja od strane Osmanlija. Nakon opsade Užica 1373. godine knez Lazar mu je poverio na čuvanje župana Nikolu Altomanovića. Mavro Orbin tvrdi da ga je Stefan oslepeo. Stefan je rođen pre 1356. godine (u vreme događanja romana „Duge noći i crne zastave“ bi trebalo da ima oko 35 godina), bio je najstariji od trojice braće i nije se nikad ženio. Posle smrti svog oca, po principu prvorodstva, Stefan je preuzeo je ulogu glave porodice. Nije imao posebnu titulu već se u napisima uz njegovo ime javlja epitet „gospodin“. Bio je izuzetno lojalan svom ujaku Lazaru i na glasu kao odličan ratnik i strateg.
Stefan Lazarević - Sin kneza Lazara i potonji srpski despot Stefan Lazarević, poznat i kao Stevan Visoki, bio je jedan od najumešnijih vladara Srbije u njenoj istoriji i period njegove vladavine smatra se sa pravom zlatnim dobom Srbije. Rođen je u Kruševcu 1377. godine gde je na dvoru primio izvanredno obrazovanje, tečno je govorio nekoliko jezika, bio je veliki ljubitelj umetnosti i filozofije, pisao je poeziju, bio izrazito religiozan. Nakon pogibije kneza Lazara na Kosovu 1389. godine došao je na vlast kao još maloletan. Lično je ispratio sestru Oliveru u Bajazitov harem i bio verni vazal Muratovom sinu sve do angorske bitke 1402. godine. U svoje vreme je važio za jednog od najboljih evropskih vitezova i vojskovođa, smatra se da je obnovio Red Zmaja zajedno sa ugarskim kraljem Žigmundom. Prema predanju, jedan od njegovih učitelja u mladosti bio je Ivan Kosančić koji ga je obučavao veštini mačevanja i viteštva.
Nikola Altomanović - Vlastelin iz loze Vojinovića, imao je veliki feud na prostoru između Rudnika i Jadranskog mora. Učestvovao u građanskom ratu nakon smrti Dušana Silnog na strani cara Uroša a u savezu sa knezom Lazarom. Nakon Uroševe smrti postao je jedan od najmoćnijih velikaša i toliko ojačao da je primorao Dubrovnik da mu plaća godišnji danak od 2000 perpera kao zakonitom „nasledniku“ srpske krune. Iako je važio za hrabrog i sposobnog ratnika, bio je osion, bahat i nepromišljen što neki pripisuju njegovoj mladosti. Nakon pokušaja ubistva kneza Lazara na prevaru prilikom lažnih pregovora u zimu 1371. godine, protiv njega je stvorena jaka vojna koalicija koja ga je na kraju primorala na predaju nakon pada Užica 1373. godine. Njegov posed je podeljen između saveznika gde je knez Lazar dobio zamašan deo. Prema Marvu Orbinu, bio je predat na čuvanje Stefanu Musiću koji je naredio da ga oslepe.
Bajazit Jilderim - Bajazit Munjeviti bio je srednji sin emira Murata, hroničari ga opisuju kao izvanrednog ratnika, naročito veštog u rukovanju bojnom sekirom, ali i kao brzopletog, osionog i tvrdoglavog čoveka. Neki turski izvori čak idu toliko daleko da mu pripisuju i ponašanje nedolično jednom muslimanskom vladaru kao što je konzumiranje alkohola. Pratio je oca u svim vojnim pohodima i u njima se dokazao kao hrabar borac, zbog čega je i dobio nadimak Jilderim (Munjeviti). Njemu se pripisuje čuvena izjava „Moji konji će se napasati na oltaru Svetog Petra u Rimu“. Na čelo carevine je došao na Gazimestanu 1389. godine, nakon pogibije oca Murata i brata Jakuba. Pogrešno se veruje da je on naredio da se Jakub ubije da bi prigrabio presto. Pošto se Kosovska bitka završila nerešenim ishodom gde su obe vojske pretrpele znatne gubitke, Bajazit je na savetovanje svojih vezira sklopio mir sa Vukom Brankovićem i požurio put Jedrena da uzdrmanu carevinu dovede u red. Oženio se Oliverom Hrebeljanović 1390. godine u sklopu vazalnog ugovora sa Srbijom. Srpski despot Stefan Lazarević bio je njegov vazal i učestvovao u pobedi kod Nikopolja i porazu kod Angore 1402. godine. Ova potonja bitka bila je kobna po Bajazita jer su ga tad zarobili Mongoli. Njihov vođa Tamerlan prema Bajazitu se ophodio sa dužnim poštovanjem, glasine i priče o tobožnjem ponižavanju i torturi su izmišljotine i preterivanja kasnijeg doba. Bajazit je, međutim, skončao u ropstvu, najverovatnije od napada astme ili srčanog udara.

## Nastajanje, pisanje i razvoj dela
U intervjuu koji je dao Zoranu Jankoviću za Popboks Stojiljković je o nastanku dela rekao sledeće: 

Još kao mali slušao sam legende i mitove o topličkim junacima i to je bilo vrlo inspirativno, tu se začeo koren cele te priče. Prvo sam napisao nekoliko priča i jednu novelu koja je objavljena u Gradini a onda odlučio da krenem dalje. Kada sam seo da radim na rukopisu spremio sam dosta istoriografske građe, a imao sam sreće da od samog početka uz sebe imam stručnog konsultanta u liku i delu mr Miloša Ivanovića, vrsnog poznavaoca srpskog srednjeg veka kome sam slao delove rukopisa a on je sve to čitao, redigovao i predlagao rešenja, literaturu i izvore. U toku rada su mi pomogli ljudi iz topličkog i niškog muzeja a bio sam u dva navrata da detaljno snimim Pirotsku tvrđavu. Naravno, dao sam sebi slobodu da se oglušim o neke istorijske činjenice, ali to je normalno, pisao sam delo fikcije a ne istorijsku studiju. Roman je napisan relativno lako, u periodu do nekoliko meseci, u proleće, leto i jesen 2011. Posle toga je usledio dug period postprodukcije, pre svega "dril" urednika edicije Meridijan Igora Marojevića sa kojim sam uradio još tri ruke. Knjigu su u rukopisu čitale i moje kolege Zvonko Karanović i Vladimir Kecmanović i dale mi veoma korisne sugestije.

## Literarni uticaji
U istom intervjuu za Popboks na pitanje Jankovića koje bi formativne uticaje pored Edgara Rajsa Barouza i Roberta I. Hauarda, naveo u ovoj fazi svog stvaralaštva Stojiljković kaže:

Od srodnih im pisaca - Džordža Martina, Dena Simonsa, Nila Gejmena i Stivena Presfilda. A sve vreme pisanja sam kraj sebe imao dve knjige koje su me veoma inspirisale, obe od istog autora - Vatre i Hadrijanovi memoari Margerit Jursenar. Od domaćih autora, Radoslava Petkovića i Gorana Petrovića, prvog zbog Savršenog sećanja na smrt i zbirke eseja Vizantijski internet drugog, naravno, zbog Opsade crkve Svetog spasa. Pomenuo bih tu i Šekspira, njegove drame Koriolan, Julije Cezar, Ričard III i Henri VIII su imali direktan uticaj na delove romana u kojima se pojavljuju dva vladara, Lazar i Murat. Jedan mali kuriozitet koji će verovatno biti zanimljiv vašim čitaocima - sultan Murat se pominje u drugom činu Šekspirove drame Henri IV. Postojao je i uticaj poezije. Na počecima nekih od poglavlja u romanu, stoje kao neka vrsta motoa stihovi Novice Tadića, Vaska Pope, Miodraga Pavlovića... Naročito su bile inspirativne pesme iz Popine zbirke Uspravna zemlja.